# Réserve naturelle de Rambergbukta
La Réserve naturelle de Rambergbukta  est une réserve naturelle norvégienne qui est située dans le municipalité de Moss, dans le comté d'Østfold.

## Description
La réserve naturelle de 0,375 km2 est située sur l'île de Jeløya. Rambergbunta est une baie peu profonde du côté ouest de Jeløya dans l'Oslofjord. La zone de protection comprend la partie nord de la baie et l'îlot de Flantorsk, ainsi qu'une ceinture de marais salants et une forêt le long des terres. Le point culminant atteint 4 mètres au-dessus du niveau de la mer.
La zone est située sur la route de migration le long du fjord d'Oslo et constitue une importante aire de repos pour les anseriformes et les échassiers. C'est aussi une zone de nidification importante pour les échassiers et les passeriformes. Une grande partie de la zone est exposée à marée basse.
La flore des prés salés s'est développée depuis l'Antiquité en interaction avec le pâturage du bétail. Lorsque l'élevage a cessé, les prairies ont recommencé à pousser. Le pâturage est maintenant repris dans la région.
La circulation motorisée est interdite dans la réserve toute l'année. Ceci s'applique également aux modèles réduits de bateaux et d'avions. En outre, tout trafic est interdit sur l'îlot Flantorsk et la zone maritime à l'intérieur pendant la migration des oiseaux, du 1er avril au 31 mai et du 15 août au 30 septembre.